# Приморсько
Примо́рсько (болг. Приморско) — місто в Бургаській області Болгарії. Адміністративний центр громади Приморсько. 
Неподалік від міста розташоване давнє фракійське скельне святилище Беглік-Таш.

## Населення
За даними перепису населення 2011 року у місті проживали 2965 осіб.
Національний склад населення міста:
| Національність   | Кількість осіб | Відсоток |
| ---------------- | -------------- | -------- |
| болгари          | 2214           | 88,2%    |
| цигани           | 242            | 9,6%     |
| турки            | 21             | 0,8%     |
| інша             | 19             | 0,8%     |
| не визначились   | 15             | 0,6%     |
| Всього відповіли | 2511           |          |

Розподіл населення за віком у 2011 році:
Динаміка населення: